# Samrawit Fikru
Samrawit Fikru   (Asella, 1990) és una emprenedora tecnològica etíop.
La primera vegada que va utilitzar un ordinador va ser amb 17 anys. Fins que no va arribar a Addis Abeba no es va iniciar amb la informàtica. A 20 anys treballava a una empresa venent discos de música i va fer un programari per gestionar les vendes de manera eficient. El 2007 esdevingué analista de sistemes a CNET Software Technology i després la va contractar Cyber Soft. El 2014 va decidir fundar l'empresa Hybrid Designs, que entre altres projectes ha impulsat l'aplicació anomenada Ride per facilitar el transport a Etiòpia a través d'una xarxa de taxistes. La idea va sorgir de les pròpies dificultats que tenia ella per trobar taxis de nit amb tarifes clares. El 90% dels treballadors de l'empresa són dones, tot i que hi ha poques dones a la indústria tecnològica d'Etiòpia, una circumstància que vol que serveixi per inspirar futures empreses.
El 2022 va ser inclosa a la llista de les 100 dones més inspiradores de la BBC.